# Беннетт Смит, Дэниел
Дэ́ниел Бе́ннетт Смит, более известный как Дэн Смит (англ. Daniel Bennett Smith, род. 6 марта 1956, Редвуд-Сити, Калифорния, США) — американский дипломат, директор Института зарубежной службы и бывший исполняющий обязанности госсекретаря США. Занимал должность карьерного посла с сентября 2018 года, ещё ранее — должность помощника госсекретаря по разведке и исследованиям в госдепартаменте, заняв этот пост 24 апреля 2014 года. Считается ветераном дипломатического сообщества США.
После инаугурации Джо Байдена и отставки Майка Помпео в полдень 20 января 2021 года был назначен исполняющим обязанности госсекретаря.

## Ранняя жизнь и образование
Получил степень бакалавра гуманитарных наук по истории в Университете Колорадо в Боулдере, а затем степень магистра искусств и доктора философии в Стэнфордском университете. Завершил написание диссертации под названием «На пути к интернационализму: внешнеэкономическая политика Нового курса, 1933-39» (англ. Toward Internationalism: New Deal Foreign Economic Policy, 1933-39) в 1983 году.

## Карьера
При президенте Бараке Обаме занимал должность посла Соединённых Штатов в Греции с 2010 по 2013 год.
В 2018 году был назначен директором Института зарубежной службы.
В 2021 году Байден назначил Смита исполняющим обязанности госсекретаря до тех пор, пока кандидатуру Энтони Блинкена на эту должность не утвердил сенат.